# Ромерсхајм
Ромерсхајм (њем. Rommersheim) општина је у њемачкој савезној држави Рајна-Палатинат. Једно је од 235 општинских средишта округа Ајфелкрајс Битбург-Прим. Према процјени из 2010. у општини је живјело 663 становника. Посједује регионалну шифру (AGS) 7232300.

## Географски и демографски подаци
Ромерсхајм се налази у савезној држави Рајна-Палатинат у округу Ајфелкрајс Битбург-Прим. Општина се налази на надморској висини од 440–480 метара. Површина општине износи 17,0 km². У самом мјесту је, према процјени из 2010. године, живјело 663 становника. Просјечна густина становништва износи 39 становника/km².